# Justicia sarothroides
Justicia sarothroides är en akantusväxtart som beskrevs av Gustav Lindau. Justicia sarothroides ingår i släktet Justicia och familjen akantusväxter. Inga underarter finns listade i Catalogue of Life.